# Francis Reusser

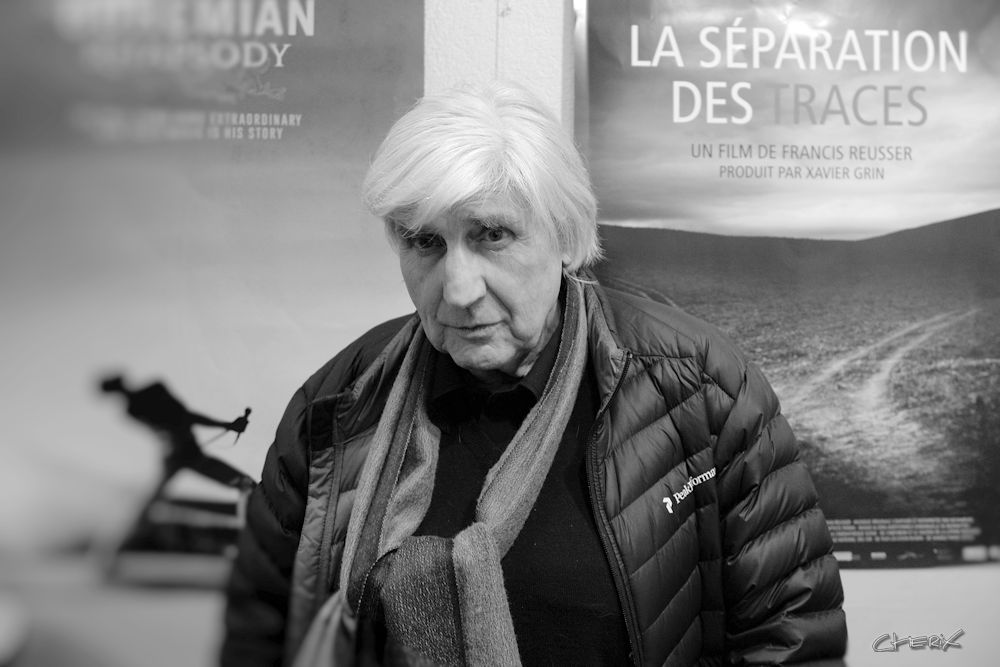
Francis Reusser, 2018

Francis Reusser (* 1. Dezember 1942 in Vevey; † 10. April 2020) war ein Schweizer Filmregisseur und Fotograf.

## Leben
Reusser verlor seine Eltern im Alter von zwölf Jahren. Seine späten Jugendjahre verbrachte er in einer Erziehungsanstalt.
Er absolvierte eine Ausbildung als Fotograf an der École de photographie in Vevey und arbeitete als Pressefotograf für die Semaine Sportive. Nach einer Ausbildung bei Télévision Suisse Romande in Genf als Kameramann arbeitete in den 1960er Jahren für Télévision Suisse Romande. Zusammen mit François Albera (* 1948) begründete er die audiovisuelle Abteilung der École Supérieure d’Art Visuel in Genf.
Reusser war politisch sehr engagiert, ab 1968 war er an vielen Filmtraktaten wesentlich beteiligt. Anfang der 1970er-Jahre nahm er an den Demonstrationen des Comité Action Cinéma in Lausanne teil, was ihm vorübergehend einen Aufenthalt im Gefängnis einbrachte.
Seine Laufbahn als Filmemacher begann 1964 mit dem Kurzfilm Antoine et Cléopâtre, der noch stark von Jean-Luc Godards frühen Filmen beeinflusst war. 1966 gründete er mit Yves Yersin, Jacques Sandoz, Claude Champion und dem Filmkritiker und späteren Produzenten Freddy Landry die Filmproduktionsfirma Milos Films, drehte vier Kurzfilme, darunter Patricia (1968) und in Kooperation mit Claude Champion, Jacques Sandoz und Yves Yersin den Dokumentarfilm „Quatre d’entre elles“, der in Cannes und Locarno vorgestellt wurde. Zwischen 1966 und 2018 drehte er mehr als 20 Filme und wurde unter anderem mit dem Goldenen Leoparden und dem César ausgezeichnet.
Reusser starb am 10. April 2020 im Alter von 77 Jahren.

## Filmografie (Auswahl)
- 1965: Quatre d’entre Elles
- 1967: Vive la mort
- 1976: Le grand soir, fragments
- 1981: Seuls
- 1984: Derborence
- 1988: La Loi sauvage
- 1991: Jacques & Françoise
- 1999: La Guerre dans le Haut Pays
- 2002: Les Printemps de notre vie
- 2007: Voltaire et l’affaire Calas (TV)
- 2012: Ma nouvelle Héloïse
- 2014: La terre promise
- 2018: La Séparation des Traces

## Auszeichnungen
- 1976: Goldener Leopard am Filmfestival Locarno, für Le grand soir
- 1976: Grosser Preis am Festival de Hyères, für Le grand soir
- 1985: César für den besten französischsprachigen Film, für Derborence
- 1999: Nominierung für Schweizer Filmpreis/Bester Spielfilm mit La Guerre dans le Haut Pays
- 2003: Prix Leenaards, für das Gesamtwerk[4]
- 2019: Grand Prix der Fondation vaudoise pour la culture[5]